# Tandy TRS-80 Color Computer

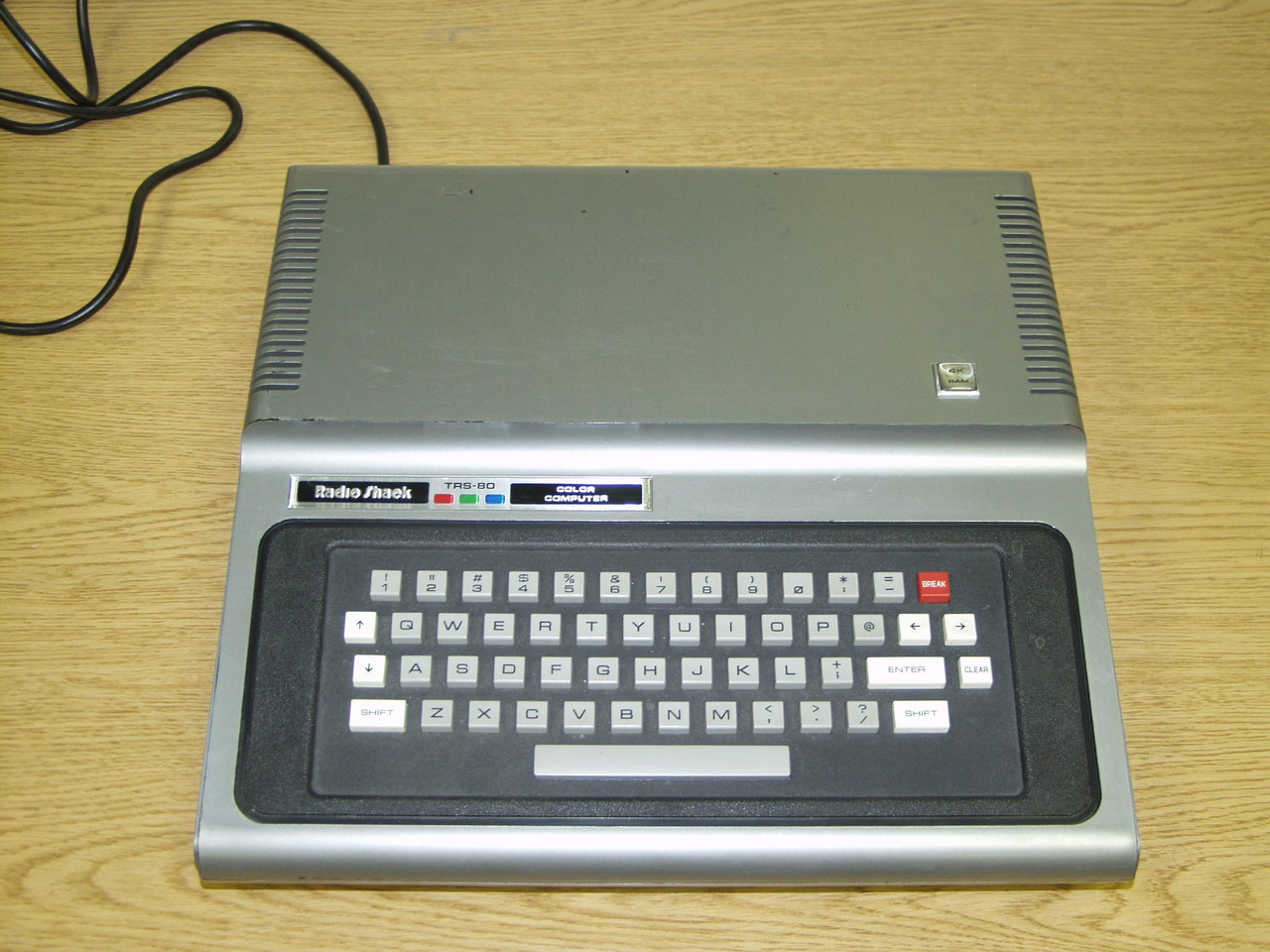
TRS-80 Color Computer 1

Tandy TRS-80 Color Computer, auch CoCo genannt, ist eine Serie von Homecomputern, aus der TRS-80-Serie von Tandy RadioShack. Als Prozessor wurde ein Motorola 6809-E verwendet. Anders als sein Vorgänger konnte er Farbgrafik darstellen.

## Geschichte

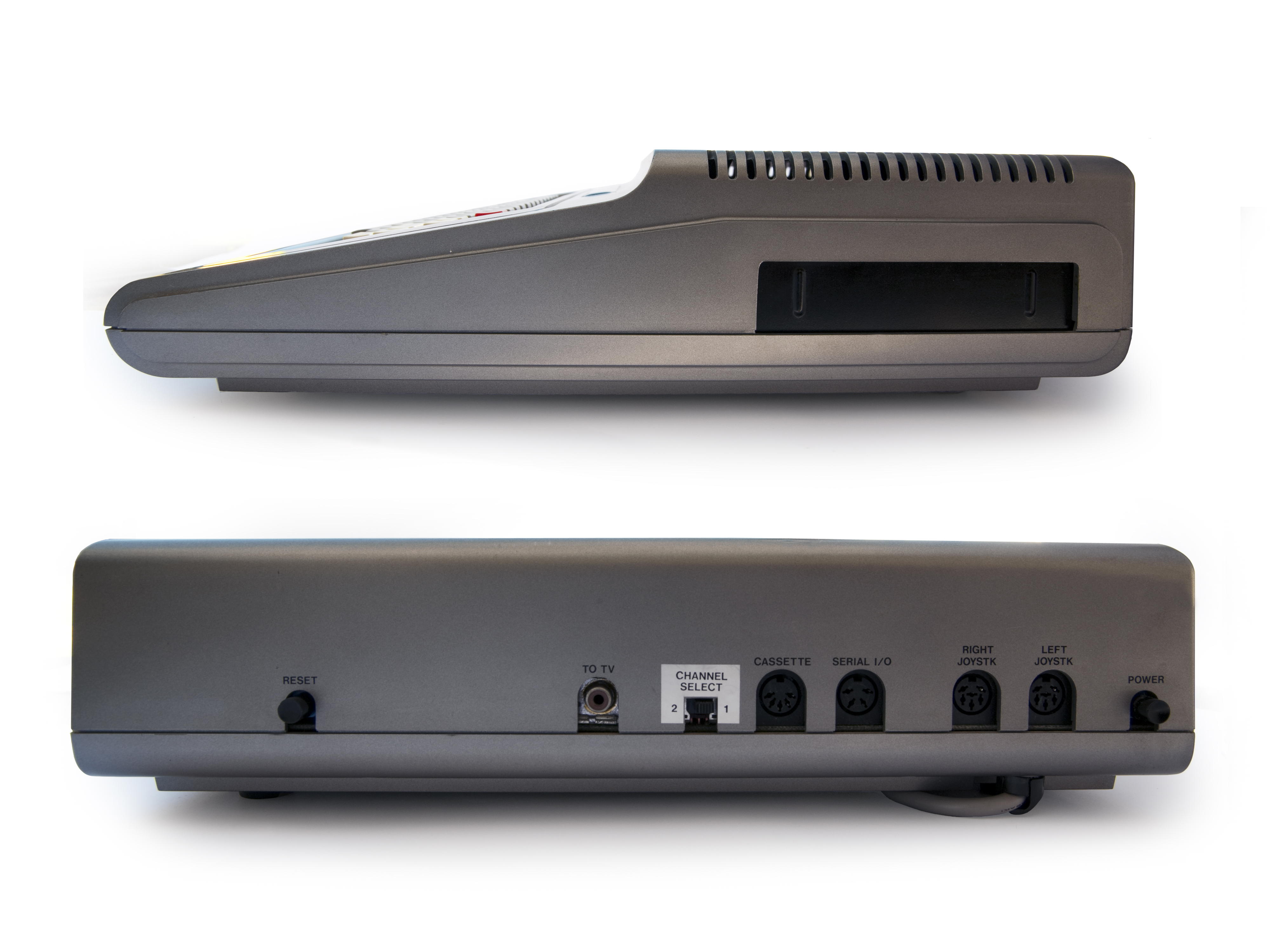
Schnittstellen des TRS-80 CoCo

Der TRS-80 Color Computer war eine Weiterentwicklung eines experimentellen Videotext-Projekts des Landwirtschaftsministerium der Vereinigten Staaten, genannt Green Thumb (grüner Daumen). Ziel des Projekts war es, Farmer über Telefonleitungen mit Informationen zu aktuellen Wetterdaten, Marktpreisen usw. zu versorgen. Diese Informationen konnten auf einem herkömmlichen Fernsehgerät angezeigt werden. 200 Stück dieses Systems sollten von Tandy produziert werden. Später wurde das Telefonmodem entfernt, Ein- und Ausgabeschnittstellen hinzugefügt und als TRS-80 Color Computer auf den Markt gebracht.

## Versionen

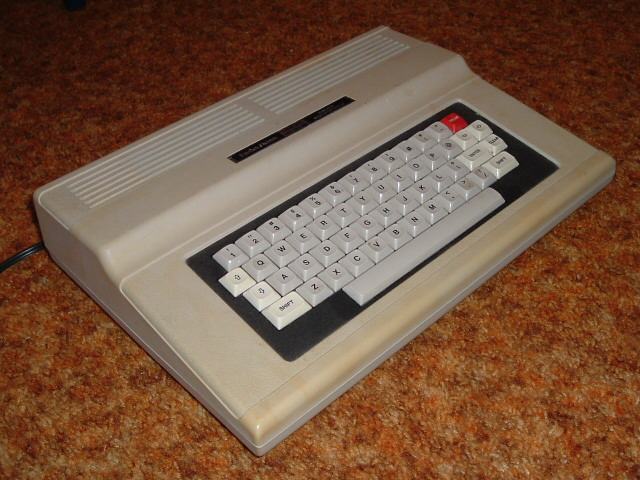
TRS-80 Color Computer 2

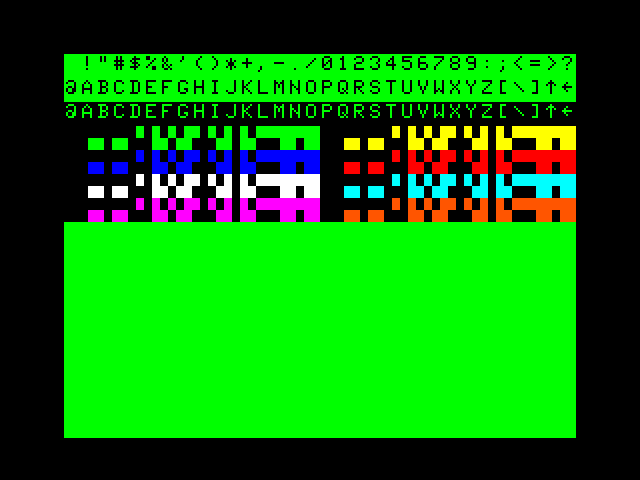
Screenshot eines CoCo2 mit allen zur Verfügung stehenden Standardzeichen

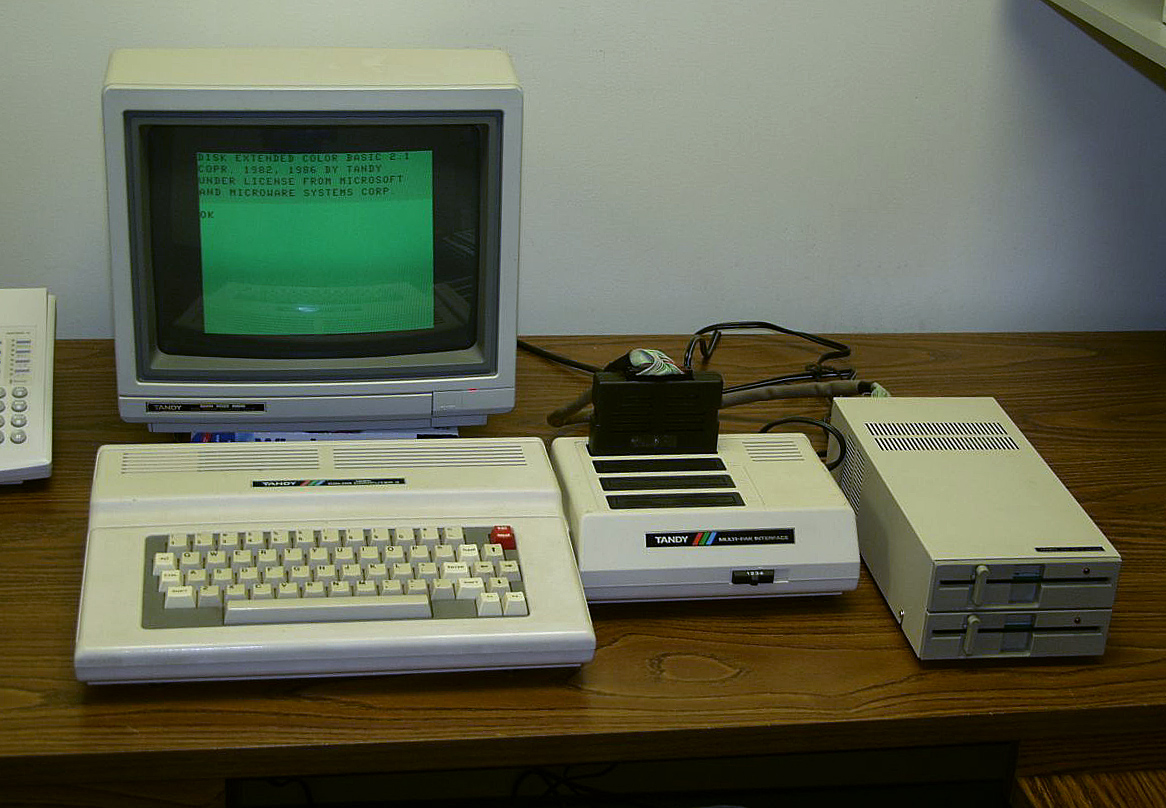
CoCo 3 System

### Color Computer 1 (1980–1983)
Der Prozessor 6809 wurde mit 0,895 MHz getaktet und der Rechner hatte 4 KB Hauptspeicher. Er war mit der Dragon 32-Serie teilkompatibel.
Der Homecomputer wird an einen Fernseher oder Monitor angeschlossen und kann neun verschiedene Farben bei 64×32 Pixel darstellen. Die höchste Auflösung beträgt 256×192, die Darstellung reduziert sich dann auf monochrom. Er kostete anfangs 400 US-Dollar. Als Programmiersprache wurde Color BASIC eingesetzt. Zur Datenspeicherung diente eine Datasette oder ein 5¼-Zoll-Disketten-Laufwerk. Anders als beim TRS-80 Modell 1 gab es auch einen Erweiterungsschacht für Spielmodule.

### Color Computer 2 (1983–1986)
Technisch ist er baugleich mit dem Modell 1. Das Gehäuse ist aber kleiner, das Betriebssystem modifiziert und es gab mehr Erweiterungsmöglichkeiten, sowie 16–64 KB RAM.
Der Preis betrug 240 US-Dollar und das Modell 2 wurde mit dem Multitasking-Betriebssystem OS-9 geliefert.

### Color Computer 3 (1986–1991)
Dieser ist mit 128 KB RAM ausgestattet (erweiterbar auf 512 KB). Die Auflösung beträgt 640×225 Pixel bei 64 Farben.

## Erfolg
Mit dem TRS-80 Color Computer konkurrierte Tandy in den USA trotz des flächendeckenden Vertriebskanals RadioShack nur mit mäßigem Erfolg gegen Commodores VC 20, die Atari-Heimcomputer und den Commodore 64. Das Modell 3 konnte sich noch weniger gegen die aufkommenden 16-Bit-Computer wie den Amiga und Atari ST durchsetzen. Auf dem deutschen Markt war die gesamte TRS-80-Reihe praktisch bedeutungslos, da es ausschließlich über Tandy-Fachgeschäfte bezogen werden konnte, die es hierzulande nur zwischen 1983 und 1985 und in sehr geringer Anzahl gab.
Trotz des Misserfolgs gab es ca. 1.000 Programme für diesen Rechner, sowohl Anwendungen als auch Spiele.
Siehe auch Kategorie:TRS-80-Spiel.